# Francisco Sánchez Jover
Francisco Sánchez Jover (Murcia, España, 24 de abril de 1960) es un exvoleibolista, entrenador y presidente del Club Voleibol 7 islas. Calificado como uno de los mejores jugadores de la historia del voleibol español, ganó un total de 12 Superligas y 12 Copas del Rey en las 18 temporadas que estuvo jugando en la división de honor del voleibol español.
Capitán de la selección española durante los Juegos Olímpicos de Barcelona 1992, su hermano, Jesús, tuvo una destacada carrera en voleibol, mientras su hijo, Javier, también está siguiendo los pasos de su padre. Tras su retirada deportiva es entrenador y presidente del Club Voleibol 7 islas además de ser técnico del Instituto Municipal de Deportes del Ayuntamiento de Las Palmas de Gran Canaria.

## Trayectoria como jugador
Comenzó a jugar a voleibol en 1973 en las filas del Atocha y luego pasó al San Buenaventura, allí dudó entre seguir en el voleibol o comenzar en el baloncesto, pero un profesor le recomendó seguir en el voleibol pues en el primero había mucha "gente grande" y en el segundo, ninguna. A los 17 años debutó en la División de Honor en las filas del Real Madrid, en donde fue duramente criticado por el nivel mostrado en el club blanco. En marzo de 1981, renovó con el equipo madrileño por dos temporadas, sin embargo, el acuerdo contaba con una cláusula por la que podría salir del club. Así pues, el Son Amar Palma se interesó por el jugador y para ficharlo le dieron un trabajo como delineante en Palma de Mallorca y se ampararían en que "se dará la baja a todo jugador que justifique cambio de residencia". Sin embargo, aún sin recibir la baja del Real Madrid, participó en la pretemporada con el equipo mallorquín por lo que fue demandado por el equipo madrileño.
Tras la consecución del título de liga de la 1983/1984, Damià Seguí, presidente del Son Amar, anuncia que el equipo no seguirá jugando en la División de Honor por lo que marchó al Coronas-Cisneros, junto a otros compañeros del Son Amar como Sixto Jiménez. Sin embargo, a la temporada siguiente volvería a las filas del Son Amar, que había vuelto a subir a la División de Honor tras conseguir patrocinio. Sin embargo, el equipo en 1987 el Son Amar Palma es disuelto aunque poco después no llegaría a desaparecer y cambiaría su denominación por la de Club Voleibol Palma pero, durante ese período, Sánchez Jover firmó un acuerdo con el Club Voleibol Calvo Sotelo, aunque tuvo ofertas para jugar en el extranjero. En el equipo canario estaría hasta su retirada como jugador en 1995.

## Trayectoria como entrenador y directivo
Una vez retirado como jugador, siguió en el Club Voleibol Calvo Sotelo ejerciendo como primer entrenador, con el que llegó a ser finalista de la CEV Cup y Superliga en 1998. El cargo lo dejó en 1999 con la creación del Club Voleibol 7 islas del que ha sido presidente desde su fundación. El equipo comenzó en la 1º división en la temporada 1999/2000, ascendiendo a la temporada siguiente a la liga FEV y en la 2002/2003 consigue ascender a la Superliga, sin embargo, a la temporada posterior el equipo volvió a descender a Liga FEV y ascendió a la siguiente a Superliga donde aún se mantiene. Desde la temporada 2011/2012 también ejerció como entrenador del 7 islas en sustitución de Tomás Álvarez debido a los apuros económicos por los que ha pasado el club. Puesto que dejaría en el verano de 2017, para estar únicamente en la directiva del club.
Tras un año fuera de pistas, vuelve a entrenar al equipo para la temporada 2018-19.

## Selección nacional
A los 17 años fue convocado por primera vez con la Selección absoluta con la que conseguiría el oro en la Sprign's Cup de 1984 disputada en Palma de Mallorca, el  diploma olímpico en los Juegos Olímpicos de Barcelona 1992 y la medalla de oro en los Juegos Mediterráneos de 1987, la de bronce en los de 1991 y la de plata en los de 1993. Su último partido con la selección fue  en la fase de clasificación para el mundial en 1993, en total jugaría 380 partidos con la selección española.

## Premios, reconocimientos y distinciones
- Medalla de Plata de la Real Orden del Mérito Deportivo, otorgada por el Consejo Superior de Deportes (1996)